# Palaeorhiza formosa
Palaeorhiza formosa är en biart som beskrevs av Hirashima 1981. Palaeorhiza formosa ingår i släktet Palaeorhiza och familjen korttungebin. Inga underarter finns listade i Catalogue of Life.